# Ulrich Köpf
Ulrich Köpf (* 19. April 1941 in Stuttgart) ist ein deutscher Kirchenhistoriker.

## Leben
Köpf studierte Evangelische Theologie und Klassische Philologie an der Universität Tübingen. Mit einer Untersuchung über Die Anfänge der theologischen Wissenschaftstheorie im 13. Jahrhundert promovierte er 1972 an der Universität Zürich bei Gerhard Ebeling. 1978 erfolgte die Habilitation an der Universität München mit einer Untersuchung über Religiöse Erfahrung in der Theologie Bernhards von Clairvaux. Von 1981 bis 1986 war er Professor für Kirchengeschichte an der Evangelisch-Theologischen Fakultät der Universität München, von 1986 bis 2007 Professor für neuere Kirchengeschichte und zugleich Leiter des Instituts für Spätmittelalter und Reformation an der Universität Tübingen. Sein Nachfolger wurde 2010 Volker Leppin. Köpf war seit 1986 Wissenschaftlicher Leiter der Weimarer Ausgabe der Werke Martin Luthers. Von 1990 bis 2009 war er Leiter einer Forschungsstelle der Heidelberger Akademie der Wissenschaften, die Register der Schriften Martin Luthers erarbeitete.

## Publikationen (Auswahl)
- Die Anfänge der theologischen Wissenschaftstheorie im 13.  Jahrhundert. Mohr, Tübingen 1974, ISBN 3-16-136072-9.
- Religiöse Erfahrung in der Theologie Bernhards von Clairvaux. Mohr, Tübingen 1980, ISBN 3-16-142462-X.
- (Hrsg.): Theologen des Mittelalters: eine Einführung. Wiss. Buchgesellschaft, Darmstadt 2002, ISBN 3-534-14815-0.
- mit Sönke Lorenz, Dieter R. Bauer (Hrsg.): Die Universität Tübingen zwischen Reformation und Dreißigjährigem Krieg. Thorbecke, Ostfildern 2010, ISBN 978-3-7995-5514-2.
- (Hrsg.): Die Universität Tübingen zwischen Orthodoxie, Pietismus und Aufklärung. Thorbecke, Ostfildern 2014, ISBN 978-3-7995-5525-8.
- Martin Luther. Der Reformator und sein Werk. Reclam, Stuttgart 2015, ISBN 978-3-15-011042-3.
- Monastische Theologie und Protestantismus. Gesammelte Aufsätze. Mohr Siebeck, Tübingen 2018, ISBN 978-3-16-156526-7.
- Die Universität Tübingen und ihre Theologen. Gesammelte Aufsätze. Mohr Siebeck, Tübingen 2020, ISBN 978-3-16-159124-2.
- Mönchtum als Lebensform. Gesammelte Aufsätze. Mohr Siebeck, Tübingen 2021, ISBN 978-3-16-159940-8.
- Frömmigkeitsgeschichte und Theologiegeschichte. Gesammelte Aufsätze. Mohr Siebeck, Tübingen 2022, ISBN 978-3-16-161004-2.
- Frühes Christentum im Vinschgau. Die religiöse Prägung einer Durchgangslandschaft. Mohr Siebeck, Tübingen 2023, ISBN 978-3-16-162348-6.
- Die Zisterzienster. Der erste christliche Orden. C. H. Beck, München 2025, ISBN 978-3-406-82957-4.

## Schriften
- Johannes von Fécamp. In: Biographisch-Bibliographisches Kirchenlexikon (BBKL). Band 3, Bautz, Herzberg 1992, ISBN 3-88309-035-2, Sp. 359–361 (von fécamp.shtml Artikel/Artikelanfang im Internet-Archive).